# Apobrata scutila
Genre
Espèce
Synonymes
- Brattia scutila Simon, 1894

Apobrata scutila, unique représentant du genre Apobrata, est une espèce d'araignées aranéomorphes de la famille des Linyphiidae.

## Distribution
Cette espèce est endémique des Philippines.

## Description
Le mâle décrit par Miller en 2004 mesure 1,63 mm et la femelle 2,25 mm.

## Publications originales
- Simon, 1894 : Histoire naturelle des araignées. Paris, vol. 1, p. 489-760 (texte intégral).
- Miller, 2004 : The genus Brattia beyond South America (Araneae, Linyphiidae). Journal of Arachnology, vol. 32, p. 526-538 (texte intégral).